# روس ماركواند
روس ماركواند (بالإنجليزية: Ross Marquand)‏ هو ممثل أمريكي ولد في 22 أغسطس 1981،أشتهر بأداء دور آرون في مسلسل الموتى السائرون.

## وصلات خارجية
- روس ماركواند على موقع IMDb (الإنجليزية)
- روس ماركواند على موقع روتن توميتوز (الإنجليزية)
- روس ماركواند على موقع قاعدة بيانات الفيلم (الإنجليزية)